# Dytiscus harrisii
Dytiscus harrisii är en skalbaggsart som beskrevs av Kirby 1837. Dytiscus harrisii ingår i släktet Dytiscus och familjen dykare. Inga underarter finns listade i Catalogue of Life.